# Чжао Жуйжуй
Чжао Жуйжуй  (кит.: 趙 蕊蕊; нар. 8 жовтня 1981, Наньнін, Гуансі, Китай) — китайська волейболістка, олімпійська чемпіонка.

## Виступи на Олімпіадах
| Олімпіада  | Дисципліна | Місце |
| ---------- | ---------- | ----- |
| Афіни 2004 | волейбол   | 1     |
| Пекін 2008 | волейбол   | 3     |